# 종창
종창(腫脹)은 염증이나 종양 등으로 인해 피부가 부어 오른 것을 가리킨다. 부기(浮氣)라고도 한다. 붓기는 잘못된 표현이다.